# Коста Яневски
Коста Яневски (на македонска литературна норма: Коста Јаневски) е политик, депутат от Северна Македония в периода 2016–2017 г., кмет на Струмица от 20 октомври 2017 г.

## Биография

### Ранни години и професионална кариера
Коста Яневски е роден на 13 май 1960 г. в град Щип, тогава в Югославия. Основното и средното си образование завършва в град Струмица, а по-късно и Медицинския факултет на Скопския университет „Св. св. Кирил и Методий“. След завършване на висшето си образование се връща в Струмица и започва работа в Общинската болница. През 2002 г. завършва образованието си със специалност „Вътрешна медицина“ и работи като лекар.

### Политическа кариера
През 2009 г. става член на СДСМ и е избран от същата партия за общински съветник в община Струмица, през 2013 г. е избран отново. През 2016 г. става депутат излъчен от СДСМ в Събранието на Република Македония.
На местните избори през 2017 г. е кандидат за кмет от СДСМ в Струмица, където печели от 1–ви тур на изборите.